# Conspiración contra Charles Turner
El Complot de asesinato rajnishe de 1985 fue una conspiración de un grupo de seguidores de alto rango de Bhagwan Shri Rajnísh (posteriormente conocido como Osho) para asesinar al fiscal Charles Turner, entonces fiscal federal del Distrito de Oregón. La secretaria personal y segunda al mando de Rajnísh, Ma Anand Sheela, armó al grupo después de que Turner fuera designado para investigar las actividades ilegales en Rajnishpuram. Turner investigó los cargos de inmigración ilegal y de matrimonios falsos, y más tarde encabezó el proceso federal contra el ataque bioterrorista rajnishe de 1984 en The Dalles (Oregón).
Los conspiradores fueron: Ma Anand Sheela, Sally-Anne Croft, directora financiera de Rajnishpuram; Susan Hagan, jefa de seguridad de Rajnishpuram; Catherine Jane Stork, quien compró las armas y silenciadores y se ofreció a ser la asesina; Ann Phyllis McCarthy, cuarto al mando de Rajnishpuram; Alma Potter, Carol Matthews, Phyllis Caldwell y Richard Kevin Langford. Los conspiradores obtuvieron identificaciones falsas para comprar armas de fuego en otro estado, acecharon a Turner, y planearon asesinarlo cerca de su lugar de trabajo en Portland (Oregón). El asesinato no se llevó a cabo y fue descubierto después, como resultado de la investigación de las autoridades federales en el ataque bioterrorista de The Dalles y en otros actos ilegales por la dirección de Rajnishpuram.
El enjuiciamiento de los conspiradores empezó en 1990, cuando un gran jurado federal llevó las acusaciones contra varios de los actores principales. Algunos habían huido del país, y los procedimientos de extradición contra ellos y el posterior enjuiciamiento y condena no fueron resueltos hasta dieciséis años más tarde. El último conspirador fue condenado en 2006, cuando Catherine Jane Stork acordó regresar a los Estados Unidos desde Alemania con el fin de poder visitar a su hijo enfermo en Australia. Ocho perpetradores recibieron sentencias desde cinco años de libertad condicional a cinco años en la prisión federal, y otro miembro de la comuna de Rajnísh admitió su culpabilidad en la conspiración de asesinato. Rajnísh nunca fue procesado con relación al complot, y dejó Estados Unidos después de aceptar la Declaración de Alford y de declararse culpable en el fraude de inmigración, y acordó no volver al país sin permiso del Fiscal general de los Estados Unidos.

## Planificación

### Lista Negra
Siete seguidores (rajnishes) del líder carismático Bhagwan Shri Rajnísh (ahora conocido como Osho), fueron condenados por conspiración en 1985 para asesinar al fiscal Charles Turner, y un octavo miembro no acusado de la comuna de Rajnísh se declaró culpable de la conspiración de asesinato. Los perpetradores fueron seguidores de alto rango dentro de la organización rajnishe. Los acusadores en el caso declararon que los perpetradores habían planeado asesinar a Turner después que fuera designado a encabezar una investigación dentro de las actividades del grupo en Rajnishpuram, Oregón. La investigación de Turner se enfocó sobre los matrimonios falsos organizados por el grupo, así como otras actividades ilegales que incluye la inmigración ilegal, y más tarde dirigió el enjuiciamiento federal relacionado con el Ataque bioterrorista osho de 1984 de The Dalles (Oregón). El Fiscal General de Oregón Dave Frohnmayer también se involucró en las investigaciones del grupo, trabajando junto a Turner.
En mayo de 1985, la secretaria personal y segunda al mando de Rajnísh, Sheela Silverman (Ma Anand Sheela), reunió a los principales seguidores dirigentes y formó un grupo de conspiradores con el fin de planear el asesinato de Turner, así como de varios disidentes entre su organización. Sheela declaró que la investigación del gran jurado de Turner "amenazó la existencia de la comuna", y expuso a Rajnísh y a muchos de sus discípulos a un proceso penal. Sheela esperaba que asesinando a Turner habrían sido capaces de impedir la investigación federal de inmigración, el cual podía resultar en la deportación de los líderes Rajneshee. Tres exdirigentes de la comuna, Ma Anand Sheela, Dianne Yvonne Onang (Ma Anand Puja), una enfermera experimentada de Filipinas que administraba la corporación médica rajnishe, y ex tesorera de Rajneesh Foundation International (Fundación Internacional Rajnísh) y Catherine Jane Stork (Ma Shanti Bhadra) de Australia, armaron una lista negra en la que incluían al Fiscal Federal Charles Turner y al Fiscal General de Oregón, David Frohnmayer.
Susan Hagan (Ma Anand Su), una principal funcionaria de la jerarquía en Rajnishpuram, también fue una participante en la conspiración del asesinato. Hagan estaba a cargo de la fuerza de seguridad de Rajnishpuram, gestionó la Rajneesh Investment Corporation (Corporación de Inversiones Rajnísh), y supervisó la construcción de la comuna. Otros conspiradores en el complot de asesinato estaba Ann Phyllis McCarthy (Ma Yoga Vidya), presidenta de la comuna de Rajnísh, y Alma Potter (Ma Dhyan Yogini), guardaespaldas y acompañante de viaje de Ma Anand Sheela. Potter era gerente del Hotel Rajneesh en Portland, Oregón, y un miembro de la fuerza de seguridad de la comuna. The Oregonian informó que nueve personas estaban en la lista negra, incluyendo a: Turner, Frohnmayer, la ex asistente del fiscal general Karen H. Green, el director de planificación del Condado de Wasco Daniel C. Durow, el comisionado del Condado de Wasco James L. Comini, el periodista investigador del The Oregonian Leslie L. Zaitz, Helen C. Byron, quien había recibido US$1.7 millones en un litigio contra la Fundación Internacional Rajnísh, su hija Barbara J. Byron, y la exsecretaria de Rajnísh Laxmi Thakarsi Kuruwa (Ma Yoga Laxmi).

### Armas
Catherine Jane Stork se ofreció a ser la seguidora que realmente asesinaría a Turner, y compraría las armas y silenciadores. Stork era llamada por sus compañeros seguidores como Ma Shanti Bhadra, y también era una de las tres "Grandes mamás" en Rajníshpuram. Sally-Anne Croft (conocida por los seguidores como Ma Prem Savita), una contadora y directora financiera del grupo, proporcionaba el dinero para la compra de armas relacionadas al complot. Phyllis Caldwell (Ma Deva Ritka) describió en una declaración jurada federal cómo los miembros de la conspiración de asesinato obtuvieron las pistolas, refiriéndose a Catherine Jane Stork y a Sally-Anne Croft: "Shanti B bajó a Jesus Grove, y Savita nos dio varios miles de dólares para utilizarlos en la compra de las armas." Con Jesus Grove se refería a un grupo de remolques donde todos los dirigentes de la comuna de Rajnísh residían, salvo Bhagwan Shri Rajnísh.
Ma Anand Sheela y otros tres seguidores de Rajnísh viajaron a Nueva York en la primavera de 1985 para adquirir una identificación falsa. Según una acusación federal, los perpetradores del complot de asesinato utilizaron un certificado de nacimiento falso para comprar las armas. Luego, dos miembros del grupo viajaron a Texas para comprar las pistolas. Caldwell declaró que ella y Catherine Jane Stork volaron a Texas para comprar allí las armas. Ellos compraron cinco armas en Texas, pero se encontraron con dificultades parar comprar las pistolas en Texas con la identificación de otro estado y en su lugar viajaron a Nuevo México. Caldwell dijo que llamaron a la comuna pero se les pidió que "no vuelvan sin las armas".
En Nuevo México, obtuvieron una identificación falsa, y compraron varias pistolas. Sus intenciones eran comprar las armas que fueran difíciles de encontrar. Caldwell dijo que era fácil obtener armas en Nuevo México: "descubrimos que era muy fácil comprar armas. Todo lo que tenías que hacer era mostrar alguna identificación y era fácil obtenerlos." Caldwell dijo que ella y Stork fueron a una biblioteca de una universidad parar encontrar la identidad "de alguien que murió muy joven", inmediatamente fueron "a los registros públicos y pidieron una copia de un certificado de nacimiento" y describieron cómo "conseguimos un talonarios de recibos de alquilar y simplemente hicimos un recibo de alquiler". "Y entonces fuimos capaces de ir a varias armerías diferentes en Albuquerque con ese poquito de identificación y compramos cinco armas diferentes y balas," dijo Caldwell. Fueron capaces de obtener un revólver marca Colt calibre .38, y cuatro revólveres Ruger Seguridad Seis calibre .357 Magnum. Los conspiradores pasaron las armas de contrabando a Oregón empaquetándolos en un equipaje y poniéndolos en un autobús de Greyhound Lines. Caldwell dijo que ella y Stork viajaron con el autobús de vuelta a la comuna de Rajnísh para así evitar los detectores de metales del aeropuerto.

### Vigilancia
Después de obtener las armas, los conspiradores regresaron a Portland, Oregón. Alquilaron un departamento en Portland para que sirva como base de operaciones para el asesinato de Turner. El seguidor de Rajnísh Carol Matthews (Ma Prem Samadhi), utilizó un nombre falso durante el planeamiento del complot de asesinato, en un intento de obtener la dirección de la vivienda de Charles Turner. De acuerdo a los fiscales federales Matthews obtuvo un anuario de la universidad de Turner, y se enteró del número de placa de su auto y su lugar de estacionamiento. Los expedientes judiciales afirman que Matthews y un co-conspirador no acusado dieron a los funcionarios un registro de votantes con identidades falsas y les dijeron que estaban llevando a cabo "una encuesta electoral sobre el plan económico del presidente Reagan", con el fin de obtener el número de ruta y el número de apartado postal de Turner. Los dos trataron de repetir la historia con los miembros del Servicio Postal de EE.UU., pero los oficiales no les dieron la dirección de Turner. Entonces dieron la vuelta al vecindario de Turner y pudieron encontrar su vivienda localizando un letrero al frente de su residencia que decía "Turner". Matthews tenía fotos reveladas de la residencia de Turner; estos fueron obtenidos más adelante por el FBI durante una investigación en la comuna de Rajnísh y luego verificados siendo mostrados a Turner.
Los miembros del grupo de conspiradores observaron la oficina, la casa y el carro de Turner y discutieron los métodos para asesinarlo, esperando que su muerte dificultara los esfuerzos de la investigación federal en Rajnishpuram. El plan consistía en disparar a Turner en el garaje del edificio de la oficina federal donde él trabajaba, en Portland (Oregón), pero los conspiradores también debatieron si asesinar a Turner en el centro de la ciudad de Portland o cerca su casa. Después de pasar varias noches observando la casa de Turner, los conspiradores decidieron que fuera en el garaje del estacionamiento, ya que consideraron que sería muy arriesgado asesinarlo saliendo o regresando del trabajo, o en frente de su casa. Turner tenía una plaza de estacionamiento reservado en un garaje federal debajo del Terry Schrunk Plaza de Portland, Oregón. En una declaración jurada al FBI, el conspirador Alma Peralta describió cómo los perpetradores decidieron sobre el estacionamiento federal como el lugar para asesinarlo: "Shanti Bhadra [Catherine Jane Stork] dijo que esto parece un buen lugar para liquidar a este sujeto."
Los conspiradores practicaron diferentes maneras de asesinar a Turner. Según declaraciones de informantes a las autoridades, uno de los conspiradores iba a fingir tener problemas con el coche, y los otros se acercarían a Turner con sus armas. Más tarde, los informantes dijeron a las autoridades que los conspiradores tenían la intención de esconderse en una red internacional de las comunas de Rajnísh si el plan hubiera tenido éxito. De acuerdo a The Oregonian, los asesinatos no se llevaron a cabo debido a que Ma Anand Sheela se distrajo por los juegos políticos de poder dentro de la comuna de Rajnísh y otros miembros de la organización que estaban tratando de sacarla de su posición en el grupo.

## Procesamientos

### Investigación
El 28 de febrero de 1985, el congresistan James H. Weaver dio un discurso en la Cámara de Representantes de los Estados Unidos en el que afirmó que los rajnishes estaban involucrados en el ataque bioterrorista en Oregón. En una serie de ruedas de prensa en septiembre de 1985, Rajnísh acusó a varios de sus recién desaparecidos lugartenientes de participar en éstos y otros crímenes, incluyendo el envenenamiento de Mike Sullivan, un Fiscal de distrito del Condado de Jefferson, y pidió a las autoridades estatales y federales que investigaran sus acusaciones. El complot de asesinato fue descubierto por las autoridades como resultado de la consiguiente investigación dentro de las actividades de Rajnishpuram. Turner nunca fue dañado físicamente, y se retiró en 1995.
The Oregonian fue informado por las autoridades federales en 1985, de que Leslie L. Zaitz (un periodista investigador que había escrito una serie de 20 partes sobre el movimiento de Rajnísh en Oregón) estaba en una "lista negra" que incluía también a Turner y al Fiscal General de Oregón David Frohnmayer. El sub-fiscal Attorney Robert Weaver procesó el caso; los cargos fueron detallados por primera vez en una audiencia de fianza el octubre de 1985 en Carolina del Norte, después de que Rajnísh y sus seguidores fueran arrestados en el aeropuerto de Charlotte. Weaver dijo en el tribunal que los seguidores de Bhagwan Shri Rajnísh habían conspirado para asesinar a Turner y a Frohnmayer. Él dijo que estas acusaciones eran razones por las que liberar a Rajnísh y a sus seguidores de la cárcel sería "un claro y presente peligro para los funcionarios públicos". Según los informes, las armas compradas por los seguidores de Rajnísh para el plan de asesinato, habían sido arrojadas en un lago del Rancho Rajnísh; los buzos de la marina estadounidense empezaron a realizar las búsquedas en el lago. Los buzos con su escafandra autónoma buscaron en el lago durante dos días, pero no encontraron las armas.
Joseph Greene, un agente de inmigración de EE.UU., testificó en el tribunal que los agentes del FBI se habían enterado del complot de asesinato por un miembro de la organización que estaba en un programa de protección de testigos. Greene dijo que los miembros involucrados en el complot de asesinato eran Ma Anand Sheela, Dianne Yvonne Onang, y Alma Peralta. El complot de asesinato fue investigado por el FBI y la Policía Estatal de Oregón. Los informantes dijeron a las autoridades que Ma Anand Sheela esperaba que la muerte de Turner impidiera la investigación del Servicio de Inmigración y Naturalización, el cual ella pensaba que podía conducir al arresto y deportación de Rajnísh de los Estados Unidos. Weaver declaró que "Estos intentos de asesinato a funcionarios públicos se debieron a que ellos estaban presentando un caso de inmigración que podría tener como resultado el encarcelamiento" de Rajnísh. "No eran simplemente planes, sino al menos, un intento de asesinato," dijo Weaver a la audiencia.
Una investigación del gran jurado dirigido por Turner presentó los cargos del "gran fraude de inmigración" contra los miembros de Rajnishpuram. Los delitos de escuchas telefónicas ilegales fueron descubiertas luego de que Ma Anand Sheela haya huido de la comuna en septiembre de 1985. En diciembre de 1985, veintiún seguidores de Rajnísh fueron acusados sobre las escuchas telefónicas.

### Arrestos y condenas
El asistente del fiscal federal de la división criminal Baron C. Sheldahl, fue asignado para procesar los cargos federales de las escuchas telefónicas, y un equipo especializado de la División Criminal del Departamento de Justicia de los Estados Unidos recibió la labor de procesar los cargos de conspiración de asesinato. Cuatro de los perpetradores fueron arrestados en septiembre de 1990. Catherine Jane Stork y Richard Kevin Langford fueron arrestados en Alemania Occidental, Ann Phyllis McCarthy fue arrestada en Sudáfrica, y Susan Hagan fue arrestada en Inglaterra. En septiembre de 1990, Alma Peralta se declaró culpable de la conspiración del intento de asesinato. Peralta, quien había servido como guardaespaldas y confidente de Ma Anand Sheela, accedió a testificar contra los otros acusados de la conspiración de asesinato. Bajo los términos del acuerdo de declaración de culpabilidad de Peralta, recibió una sentencia de dos años en una prisión federal. Carol Matthews fue arrestada en Baden-Baden, Alemania, el octubre de 1990 sobre los cargos de espionaje telefónico y conspiración de asesinato a Turner, donde fue detenida junto con otros tres rajnishes. En el momento de su arresto, Matthews fue hallado en posesión de un pasaporte británico falso, y había estado viajando bajo el nombre de "Daphene Fosberry". Las acusaciones fueron presentadas contra Ma Anand Sheela y otros seis co-conspiradores por un gran jurado federal en noviembre de 1990.
En abril de 1991, Carol Matthews y Richard Kevin Langford (Swami Anugiten) fueron extraditados de Alemania a los Estados Unidos para que se presenten en el tribunal federal en Portland, Oregón. Los oficiales del Cuerpo de Alguaciles de Estados Unidos viajaron a Fráncfort del Meno, Alemania y tomaron la custodia de Matthews y Langford en el Aeropuerto de Fráncfort del Meno. El 15 de abril de 1991, Matthews y Langford se presentaron en el tribunal federal de Oregón, y ambos se declararon inocentes por los cargos de conspiración de intento de asesinato y la realización de espionaje telefónico. El 25 de abril de 1991, Richard Kevin Langford se declaró culpable en el tribunal federal por participar en la trama de conspiración de asesinato contra Turner, y a cambio recibió una sentencia de cinco años en una prisión federal y la destitución de otros cargos contra él relacionados con las armas de fuego y las escuchas telefónicas. Langford accedió a testificar contra los otros miembros de la conspiración de intento de asesinato. Langford escribió en su formulario del acuerdo de declaración de culpabilidad: "En 1985, se mantenía reuniones en el Rancho Rajnísh ... momentos en los cuales se discutieron las posibilidades de asesinato del fiscal general de Oregón. Yo participé unas cuantas veces en esas reuniones y estuve de acuerdo con los demás para trabajar hacia ese objetivo." El Fiscal Timothy J. Reardon III declaró que Langford había sido un miembro de la comuna de Rajnísh en Oregón, desde que se inició en 1981, y que el gobierno era capaz de demostrar que se unió a la conspiración del intento de asesinato en un cierto momento después del 25 de mayo de 1985. Reardon dijo que Langford era miembro de un grupo llamado el "Círculo del 38", que era la fuerza de seguridad personal que custodiaba a Bhagwan Shri Rajnísh, y dijo que él había servido como instructor de armas y como policía en la comuna. Langford le dijo al Juez de Distrito Malcom F. Marsh que él había sugerido que las armas para el plan de asesinato podían ser compradas en Texas, también le dijo que instruyó a los conspiradores sobre los silenciadores, y que asumió la responsabilidad de las armas mientras ellos estaban en la comuna, y se deshizo de ellas cuando los miembros del complot de asesinato decidieron huir de los Estados Unidos para Europa. En julio de 1991, Carol Matthews entró en la maniobra legal de declaración de culpabilidad y fue condenada en un tribunal federal, fue sentenciada a cinco años de prisión.
Catherine Jane Stork fue acusada del intento de asesinato del médico de Rajnísh, el Dr. George Meredith (Swami Devaraj) en 1986, y estuvo casi tres años en la cárcel. Después de su liberación, los agentes del Buró Federal de Investigación (FBI) descubrieron el complot para asesinar a Turner, pero Stork ya había huido a Alemania. Ella fue acusada por un gran jurado federal en 1990. En 1991, el gobierno alemán se negó a extraditar a Stork de vuelta a los Estados Unidos. En junio de 1991, los fiscales estadounidenses presentaron las declaraciones juradas en el caso del complot de asesinato al Tribunal Regional Superior en Karlsruhe (Alemania), como parte de un intento de extraditar a Catherin Jane Stork de Alemania a los Estados Unidos. Las declaraciones juradas declaraban que todos los miembros en la conspiración de asesinato también pertenecían a un grupo de seguidores de Rajnísh de la comuna de Oregón conocido como "el 38", y fueron entrenados en "tácticas de comando usando rifles Uzi semi-automáticos y armas de fuego de corto alcance". David Berry Knapp (conocido por los seguidores de Rajnísh como Swami Krishna Deva) afirmó en una declaración jurada del FBI que la conspiración de asesinato fue motivada por el "tremendo odio" de Ma Anand Sheela hacia Turner.
Ma Anand Sheela cumplió veintinueve meses en una prisión federal de mínima seguridad por los cargos relacionados con el asalto, intento de asesinato, provocación de incendio, espionaje telefónico y por el ataque bioterrorista osho de 1984 en The Dalles, y se trasladó a Suiza después de su liberación de la prisión en 1988. La conspiración de asesinato fue descubierta después de que Sheela haya dejado los Estados Unidos, y a partir de 1999 fue buscada todavía por las autoridades federales debido a su participación en el complot, y corría el riesgo de extradición si cruzaba la frontera de Suiza. Suiza rechazó una solicitud de extradición de los Estados Unidos, y en su lugar lo intentó con el Tribunal Suizo. Sheela fue encontrada culpable por "preparación de actos criminales en la comisión de asesinato" en 1999, y sentenciada al tiempo que ya ha cumplido.
Sally-Anne Croft y Susan Hagan fueron extraditadas del Reino Unido en 1994, y fueron condenadas por la decisión de un jurado el 28 de julio de 1995, por sus participaciones en el complot de asesinato. Habían intentado, sin éxito, apelar su extradición de Gran Bretaña a la Ministra del Interior Michael Howard. Durante el juicio, la fiscalía presentó veintinueve testigos, incluyendo ex seguidores de Rajnísh quienes declararon que ambas mujeres asistieron a unas juntas de planeación donde discutieron el asesinato a Turner. David Berry Knapp, el exalcalde de Rajnishpuram, testificó para el gobierno en el caso, e implicó a Croft y Hagan en la conspiración de asesinato. Ava Kay Avalos (Ma Ava), un discípulo de Rajnísh, testificó en el caso de Croft y declaró que ella había sido parte de los conspiradores que planearon el asesinato a Turner. Además de Knapp y Avalos, los co-conspiradores Richard Kevin Langford, Phyllis Caldwell, y Alma Peralta testificaron con sujeción a la declaración condicional o los acuerdos de inmunidad. Ambas fueron sentenciadas a cinco años en prisión. Croft y Hagan no testificaron durante sus procesamientos. "Hemos analizado todo - evidencias, notas. Creo que hicimos un trabajo absolutamente fabuloso" dijo uno de los miembros del jurado. En la sentencia de Croft y Hagan, el Juez federal Malcolm Marsh las describió como "personas de aparente benevolencia que habían cometido un delito extremadamente grave contra el sistema de justicia criminal." El Fiscal Tim Reardon llamó a la conspiración de intento de asesinato como "un crimen extremadamente serio dirigido al corazón del sistema de justicia criminal." Croft y Hagan fueron puestas en libertad del encarcelamiento en la Institución Correccional Federal (Dublin), California en abril de 1998, y regresaron al Reino Unido.
En diciembre de 2002, Ann Phyllis McCarthy se declaró culpable de conspirar para el intento de asesinato, y fue sentenciada a un año de cárcel y a pagar una multa de USD$10,000. McCarthy había servido como cuarto al mando de Rajnishpuram, y era conocido por los seguidores de Rajnísh como Ma Yoga Vidya. Turner calificó la sentencia de un año de prisión como "para reírse". En las declaraciones judiciales, McCarthy declaró "No puedo perdonarme a mi mismo por no ser más fuerte en su momento," y llamó al tiempo que pasó con el grupo una "tortura psicológica."
En febrero de 2006, Stork se convirtió en la última perpetradora sentenciada en el complot de asesinato, después de diez meses de negociaciones con los fiscales de Oregón. Stork se ofreció a entregarse y regresar a los Estados Unidos después de que se enterara del Tumor cerebral de su hijo en fase terminal. Antes de la sentencia, el tribunal le permitió viajar a Australia para visitar a su hijo. Además de los cargos por conspiración de intento de asesinato, Stork también se declaró culpable de la compra de armas, violando las leyes federales sobre armas de fuego. Un juez de Oregón le dictó una sentencia de cinco años de libertad condicional, y tres meses ya cumplidos en una cárcel de Alemania. Turner pensó que ella debía haber recibido una sentencia más severa, y comentó "Esto era una conspiración a la espera de asesinarme, una persona designada por el presidente, y por mucho tiempo dormí con un arma cargada al lado de mi cama." Aunque Stork podría haber enfrentado la vida en prisión, el Juez de Distrito Malcolm F. Marsh pensó que ella había "visto el error de sus caminos." Un fiscal federal en el caso, describió a Stork como "MVP" (Jugadora más valiosa) de la conspiración, y dijo que ella era la asesina destinada a asesinar a Turner. Después de su sentencia, Stork declaró: "Realmente conspiré para matar al Sr. Turner, me corresponde solo a mí hacer frente a esta terrible verdad ... Ninguna persona tiene derecho a hacer lo que yo hice. De verdad lo siento." Stork regresó a Alemania después de su sentencia.
En una declaración jurada, Timothy J. Reardon III, el fiscal principal para el Departamento de Justicia de los Estados Unidos en el caso, declaró que Ma Anand Sheela había dicho a los miembros de la conspiración de asesinato que Bhagwan Shri Rajnísh había autorizado personalmente el "preciso" asesinato de enemigos específicos de la comuna de Rajnísh. Bhagwan Shri Rajnísh pagó una multa de US$400,000, accedió a la petición de Alford y se declaró culpable del fraude de inmigración, y fue deportado de los Estados Unidos. Accedió dejar los Estados Unidos y no regresar a menos que primero tenga un permiso por parte del Fiscal general de los Estados Unidos. Joseph T. McCann escribió en Terrorism on American Soil (Terrorismo en Suelo Americano): "A pesar de todo, nunca fue procesado por ninguno de los delitos más graves perpetrados por los miembros de la secta, incluyendo la intoxicación de salmonella."

### Sentencias
Conspiración para asesinar a un Fiscal de Estados Unidos
| Perpetrador                                                                                        | Condena                                                  | Sentencia                                                                   |
| -------------------------------------------------------------------------------------------------- | -------------------------------------------------------- | --------------------------------------------------------------------------- |
| Alma Potter (tcc Alma Peralta, Ma Dhyan Yogini)                                                    | Condenado en Oregón en 1990                              | Sentenciado a dos años en prisión.                                          |
| Richard Kevin Langford (tcc Swami Anugiten)                                                        | Condenado en Oregón en 1990                              | Sentenciado a tres años en prisión por conspiración de asesinato.           |
| Carol Matthews (tcc Samadhi Selecki, Ma Prem Samadhi, Carol Longo)                                 | Condenada en Oregón en 1991                              | Sentenciada a cinco años en prisión.                                        |
| Sally-Anne Croft (tcc Ma Prem Savita), directora financiera de Rajnishpuram                        | Condenada en Oregón en 1995                              | Sentenciada a cinco años en una prisión federal, liberada en abril de 1998. |
| Susan Hagan, jefa de seguridad de Rajnishpuram (tcc Ma Anand Su, Susan Strock, Susan Lissanevitch) | Condenada en Oregón en 1995                              | Sentenciada a cinco años en una prisión federal, liberada en abril de 1998. |
| Ma Anand Sheela, segunda al mando de Rajnísh (tcc Sheela Silverman, Sheela Birnstiel)              | Condenada en el tribunal de Suiza en 1999                | Sentenciada a tiempo cumplido.                                              |
| Ann Phyllis McCarthy, cuarto al mando de Rajnishpuram (tcc Ma Yoga Vidya)                          | Condenada en Oregón en 2002                              | Sentenciada un año en la cárcel y pagó una multa de US$10,000 fine.         |
| Catherine Jane Stork (tcc Catherine Jane Stubbs, Ma Shanti Bhadra)                                 | Condenada en Oregón en 2006                              | Recibió cinco años de libertad condicional.                                 |
| Un miembro adicional de la comuna                                                                  | Se declaró culpable de conspiración de asesinato en 1990 | No fue acusado.                                                             |

Espionaje telefónico, y otros cargos, testificados en el caso de asesinato
| Perpetrador                                | Condena                                                                  | Sentencia |
| ------------------------------------------ | ------------------------------------------------------------------------ | --- |
| Ava Kay Avalos (tcc Ma Ava)                | Completa inmunidad de procesamiento, mayo de 1990                        | Solicitada a testificar en EE.UU. contra Croft, con la condición de que un falso testimonio podría resultar en una derogación del acuerdo de inmnunidad. |
| David Berry Knapp (tcc Swami Krishna Deva) | Convenio penal en 1990, a cambio de un testimonio en EE.UU. contra Croft | Recibió dos años en una prisión por hacer falsas declaraciones.                                                                                          |
| Phyllis Caldwell (tcc Ma Deva Ritka)       | Convenio penal en 1990, a cambio de un testimonio en EE.UU. contra Croft | Cinco años de libertad condicional después de declararse culpable de escuchas telefónicas ilegales.                                                      |